# Lallemandana phalerata
Espèce
Lallemandana phalerata est une espèce d'insectes hémiptères de la famille des Aphrophoridae.

## Liste des variétés
Selon GBIF (21 septembre 2024) :
- Lallemandana phalerata var. luteomaculata
- Lallemandana phalerata var. phalerata

## Systématique
Le nom valide complet (avec auteur) de ce taxon est Lallemandana phalerata (Stål, 1854).
L'espèce a été initialement classée dans le genre Ptyelus sous le protonyme Ptyelus phaleratus Stål, 1854.
Lallemandana phalerata a pour synonymes :
- Clovia phalerata (Stål, 1854)
- Lallemandia phalerata (Stål, 1854)
- Perinoia phalerata (Stål, 1854)
- Ptyelus phaleratus Stål, 1854